# Найдьонов Арсен Юдилевич
Арсен Юдилевич Найдьонов (при народженні — Арсен Розман; рос. Арсений Юдильевич Найдёнов; нар. 12 серпня 1941, Алмати, Казахська РСР — пом. 7 червня 2010, Сочі, Краснодарський край, Росія) — радянський футболіст, півзахисник, Заслужений тренер РРФСР (з 1991).
Тренував понад десять команд з нижчих дивізіонів СРСР. Найбільшу популярність здобув, тренуючи сочинський футбольний клуб «Жемчужина». Автор афоризму «Суддя зламав нам гру. П'ятий і сьомий голи були забиті з офсайду».

## Життєпис
За паспортними даними народився в Алмати, хоча насправді сталося це в поїзді між Харковом і Полтавою. Батька Найдьонова призвали на фронт, а Київ, де проживали його батьки, захопили німецькі солдати. Найдьонов народився по дорозі в Казахстан, куди вирушила в евакуацію його вагітна мати.
У 1943 році разом з матір'ю повернувся до Києва, там пристрастився до дворовому футболу, згодом прийшов у секцію. На позиції правого півзахисника виступав у командах Києва, Андижана і Таллінна.
Через травму меніска змушений був рано завершити футбольну кар'єру в місті Конотоп. Вступив у київський спортивний вуз.
У 1965 році Найдьонова покликали старшим тренером в команду «Енергія» з Чебоксар. Після Чебоксар Арсен Юдилевич працював у багатьох клубах з «периферії» і нижчих дивізіонів чемпіонату СРСР — таких, як два «Шахтаря» — з Темиртау й Караганди, райчихінський «Гірник», псковський «Машинобудівник», «Вулкан» з Петропавловська-Камчатського (з яким виграв Кубок РРФСР в 1973 році), ашгабатський «Колхозчі», кемеровський «Кузбас», новоросійський «Цемент».
Найбільших успіхів Найдьонов досяг з сочинською «Жемчужиною». Найдьонова запросив в Сочі голова міськвиконкому Сергій Дерендяев з пропозицією створити футбольний клуб. Найдьонов прийняв пропозицію, і вже в 1991 році «Жемчужина» розпочала виступ у другій лізі, яку виграла з рекордом (жодного втраченого очка вдома).
Сезон 1992 року для команди Арсена Найдьонова також завершився успішно: команда посіла перше місце в зоні «Захід» першого дивізіону чемпіонату Росії й отримала путівку до вищої ліги.
Під керівництвом Найдьонова команда грала в жорсткий футбол без будь-якої імпровізації, але, незважаючи на це, трималася у вищому дивізіоні й могла дати відсіч будь-якому фавориту. Саме в ці роки в сочинській команді почав розкриватися талант тоді ще молодого перспективного нападника Гочі Гогрічіані.
10 листопада 1993 року в останньому турі відбувся матч «Жемчужина» - «Локомотив» Нижній Новгород. Перед останнім туром за виживання боролися 4 команди: «Жемчужина» (30 очок), «Промінь» (29), «Локомотив» НН (28) та «Океан» (28). Початок матчу був відкладений через запізнення на гру пожежної машини. Протягом матчу гравці часто симулювали травми, затримуючи гру. Завдяки таким махінаціям вдалося відстрочити закінчення матчу. Коли в інших містах поєдинки завершилися, то стали відомі результати — обидві далекосхідні команди програли. «Жемчужині» очки стали не потрібні й «Локомотив» спокійно довів гру до перемоги.
Після декількох років тренерства Найдьонову довелося за станом здоров'я залишити команду, а в 1998 році йому на зміну прийшов Анатолій Байдачний. Невиразна гра в сезоні 1998 року і провальне перше коло в 1999 році змусили Байдачного піти. Змінив його на посту головного тренера Віктор Антихович, але ситуацію виправити не зумів.
Після вильоту у команди не було коштів, щоб заявитися на 1 лігу, з великими труднощами знайшли спонсора ... Більшість гравців з колишнього складу поїхали в інші клуби, після повернення Найдьонову ледве вдалося знайти гравців, під прапори команди запросили 36-річних Назіма Сулейманова, Тимура Богатирьова, Гочу Гогрічіані. Команда закінчила перше коло на восьмому місці.

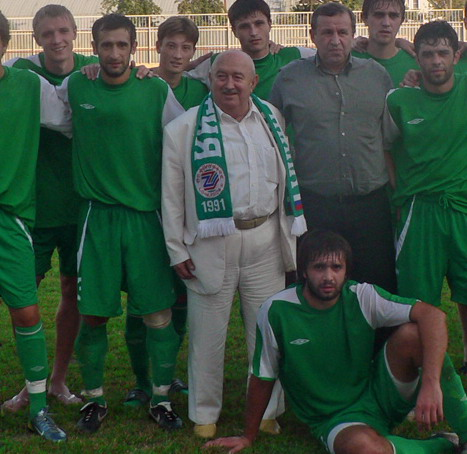
Арсен Найдьонов з гравцями ФК «Жемчужина-А», 2007 рік.

Після цього в команду були запрошені Євген Сонін, Олександр Єщенко, повернений у Сочі Арташес Калайджан, який півроку провів в Новоросійську, але навіть ця команда, посилившись, не змогла залишитися в першій лізі; наприкінці чемпіонату вистрілив Назім Сулейманов.
Після трьох невдалих сезонів у 2-ій лізі та величезні борги команду вирішили розформувати.
У 2005 році привів студентську збірну Росії до золота на чемпіонаті світу в Туреччині, а збірну Південно-Російського державного університету економіки і Сервіс (ПРДУЕС) до найвищих нагород чемпіонату Росії. У тому ж році був спортивним директором ростовського СКА, а в червні змінив Євгена Перевертайла на посаді головного тренера команди.
У березні 2007 року прийнято рішення про відродження клубу. Головним тренером і віце-президентом знову призначили Арсена Найдьонова, його помічником став Гоча Гогрічіані. Футболістів Найдьонов привіз з собою з шахтинського «Буревісника-ПРДУЕС», який виграв під керівництвом Арсена Юділевича в 2006 році Кубок Південного федерального округу. Свої виступи клуб, якому дали назву «Жемчужина-А», розпочав з аматорської першості, впевнено виступивши в якому, отримав право грати у Другому дивізіоні.
Після виходу відродженої «Жемчужини» у Другу лігу Найдьонов займав посаду президента клубу, але незабаром покинув свій пост.
Помер 7 червня 2010 року в Сочі після тривалої хвороби.

## Сім'я
Після весілля змінив прізвище Розман на прізвище дружини й став Найдьоновим, оскільки вважав, що єврейське прізвище буде йому заважати в роботі.
Мав двох дочок і сина.

## Досягнення

### Як тренера
- Кубок РРФСР
  -  Володар (1): 1973

- Перша ліга Росії
  -  Чемпіон (1): 1992

- Універсіада
  -  Чемпіон (1): 2005

### Відзнаки
- Заслужений тренер РРФСР (з 1991)